# فرودگاه پلینز
 فرودگاه پلینز (به انگلیسی: Plains Airport) یک فرودگاه همگانی بهره‌برداری هوایی است که یک باند فرود آسفالت دارد و طول باند آن ۱۴۱۷ متر است. این فرودگاه در کشور ایالات متحده آمریکا قرار دارد و در ارتفاع ۷۵۲ متری از سطح دریا واقع شده است.